# Marat, Puy-de-Dôme

Marat este o comună în departamentul Puy-de-Dôme, Franța. În 1 ianuarie 2022 avea o populație de 805 de locuitori.